# 細胞診専門医
細胞診専門医（さいぼうしんせんもんい）は、日本臨床細胞学会（平成8年からは日本細胞診断学推進協会）が認定する、細胞診断を行う専門職。専門医資格の一つ。平成15年までは「細胞診指導医」と称していた。

## 国際資格
日本臨床細胞学会認定の細胞診専門医の資格を持つ者は、国際細胞学会が認定している下記の資格申請を行うことができる（他にも病理専門医、婦人科専門医等専門医資格を有する者）。
MIAC
申請者は専門医師資格を有する者で、専門医2人以上の推薦のある者がメンバーとなれる。
FIAC
MIACとして2年以上メンバーとして研究活動を行い、ボード試験（細胞学の総合試験）で合格した者が得ることができる。
同様に細胞検査士に対しては、CTIAC（国際細胞検査士）、CMIAC、CFIACがあり、医師、技師に限らず研究者にはPMIACの称号がある。